# Metal Blade Records
Metal Blade Records est un label discographique américain, principalement de heavy metal et autres dérivés musicaux, fondé en 1982 par Brian Slagel. Les bureaux principaux du label Metal Blade sont localisés à Agoura Hills, en Californie. Certains de ses bureaux sont également basés en Allemagne, au Japon, au Canada, et au Royaume-Uni. Le label est distribué aux États-Unis par Sony Music Entertainment/RED Distribution, et distribué par Warner Bros. Records de 1988 à 1993.

## Histoire
Metal Blade Records est fondé en 1982 par Brian Slagel, à l'époque employé dans un magasin de disques à Los Angeles, dans le but d'accueillir de nouveaux groupes de heavy metal. Auteur d'un fanzine appelé The New Heavy Metal Revue, et grandement influencé par la new wave et le heavy metal britannique, il explique avoir été frustré du manque d'attention concernant le metal. Il décide alors, depuis le garage de sa mère, de créer une compilation musicale intitulée The New Heavy Metal Revue presents Metal Massacre,. Au fil du temps, le label se popularise et Stagel pense enfin installer des bureaux pour la gestion du label.
Le label a aidé des groupes comme Metallica, Ratt, et Black 'n Blue à se lancer. Les artistes du label à être classé au Billboard Top 200 incluent The Goo Goo Dolls, Amon Amarth, Trouble, As I Lay Dying, Behemoth, The Black Dahlia Murder, Slayer, Cannibal Corpse, Fates Warning (premier groupe de Metal Blade à y avoir accéder), Lizzy Borden, Anvil, Gwar, King Diamond, Job for a Cowboy, Whitechapel, Armored Saint, The Red Chord, Unearth, Between the Buried and Me, D.R.I. et Corrosion of Conformity. De 1985 à 1998, Metal Blade avait un sous-label appelé Death Records, qui distribuait des pistes composées par D.R.I., Corrosion of Conformity, School of Violence, Cryptic Slaughter, The Mentors, Cannibal Corpse, Atheist, Angkor Wat, Loss for Words, Dr Know, Beyond Possession, et Dark Funeral.
Le 4 décembre 2002, un concert est organisé pour fêter les 20 ans d'existence du label au Hollywood's Palladium ; les groupes Vehemence, Cattle Decapitation, Engine, Lizzy Borden, Armored Saint, et Cannibal Corpse y participent. À cette occasion, un DVD intitulé Metal Blade Records: 20th Anniversary est commercialisé le 22 octobre 2002. En 2007, le label fête ses 25 ans d'existence. En 2010, Metal Blade Records rejoint la RIAA. En 2012, le label fête ses 30 années d'existence.
Le 18 janvier 2017, Metal Blade Records est intronisé au Hall of Heavy Metal History pour sa grande contribution à la bibliothèque du heavy metal. Le 29 août 2017, BMG Rights Management publie The Sake of Heaviness : the History of Metal Blade Records, un livre sur l'histoire du label, coécrit par Mark Eglington et le fondateur du label, Brian Slagel. En 2019, Metal Blade Records ouvre un magasin à Las Vegas, dans le Nevada, qui vend des articles rares et épuisés de la maison de disques et de ses artistes.

## Artistes

### Actuels
Liste complète (en date de janvier 2014), :
- 3[15]
- 40 Watt Sun[16]
- Abiotic[17],[18]
- Aeon[19]
- Allegaeon[20],[21],[22]
- Amon Amarth[23],[24]
- Arch/Matheos[25],[26]
- Armored Saint[27]
- Artillery[28],[29]
- Assaulter[30]
- As I Lay Dying[31]
- Austrian Death Machine[32]
- Battlecross[33]
- Behemoth[34]
- Between the Buried and Me[35]
- Beyond the Shore[36]
- Bison B.C.[37]
- The Black Dahlia Murder[38]
- Bodyfarm[39]
- Bolt Thrower[40]
- Cancer Bats[41]
- Cannibal Corpse[42]
- Cataract[43],[44]
- Cattle Decapitation[45]
- Charred Walls of the Damned[46]
- The Cory Smoot Experiment[47]
- Darkness By Oath[48]
- Demonical[49]
- Desaster[50],[51]
- The Devil's Blood[52]
- Don Jamieson[53],[54]
- Downfall of Gaia[55],[56]
- Entrails[57],[58]
- Ereb Altor[59]
- Evergreen Terrace[60],[61]
- Facebreaker[62]
- Falconer[63]
- Fleshwrought[64],[65]
- Flotsam and Jetsam[66],[67]
- Fractal Universe[68]
- Goatwhore[69],[70]
- Hail of Bullets[71],[72]
- Gwar[3],[73]
- Gypsyhawk[74],[75]
- Hail of Bullets[71]
- Hammers of Misfortune[76],[77]
- In Solitude[78],[79]
- Jim Florentine[80]
- Job for a Cowboy[81],[82]
- Kill Division[83],[84]
- King Diamond[85],[86]
- King of Asgard[87],[88]
- Lightning Swords of Death[89]
- Lizzy Borden[90]
- Memory Garden[91],[92]
- Mercyful Fate[93]
- Monte Pittman[94],[95]
- Neaera[96],[97]
- Nightfall[98],[99]
- The Ocean Collective[100]
- OSI[101],[102]
- Over Your Threshold[103],[104]
- Paths of Possession[105]
- Pentagram[106],[107]
- Pilgrim[108],[109]
- Primordial[110],[111]
- Pyrithion[112]
- RAM[113],[114]
- Raven[115],[116]
- Raven Black Night[117],[118]
- Rivers of Nihil[119],[120]
- Sacred Reich[121]
- Sahg[122]
- Sarke[123]
- Satan’s Wrath[124],[125]
- Shai Hulud[126],[127]
- Shakhtyor[128]
- Sister[129],[130]
- Six Feet Under[131]
- Slough Feg[132],[133]
- Soilent Green[134],[135]
- Thomas Giles[136]
- Trioscapes[137],[138]
- Týr[139],[140]
- Unearth[141],[142]
- Vomitory[143]
- Whitechapel[144]
- Zombified[145]

### Anciens
- A Love Ends Suicide[146] (dissous en 2006)
- The Absence[147]
- Across the Sun[148]
- Aeternam[149] (actif)
- Anacrusis[150] (actif)
- Ancient (actif)
- Angel Blake[151]
- Anima[152]
- Anterior[153] (dissous 2012)
- Anvil (actif)
- Angel Witch
- Angel Blake (actif, chez Dynamic Arts Records)
- The Arcane Order
- John Arch[154]
- Artch (actif)
- As You Drown[155]
- Autumn[156]
- Barn Burner[157]
- Beyond the Embrace (inactif)
- Believer[158]
- Beverly Hellfire
- Beyond the Sixth Seal
- Bitch
- Bitter End (dissous en 1992)
- Born from Pain
- Brain Drill[159]
- Brainstorm
- Callenish Circle (dissous en 2007)
- Cellador
- Chemlab (actif)
- Church of Misery
- Cirith Ungol (dissous en 1992)
- Cradle of Filth (actif, avec Peaceville Records)
- The Crimson Armada (dissous en 2012)
- The Crown (dissous en 2004, reformé en 2009)
- Dawn of Ashes
- Dance Club Massacre
- Dark Funeral
- Darkness Dynamite
- Demiricous (actif)
- Dew-Scented
- Disillusion
- Diabulus in Musica
- Dr Know (actif)
- Dirty Rotten Imbeciles (actif)
- Eidolon
- Ensiferum[160]
- Epicurean
- Eryn Non Dae
- Fate (dissous en 2009)
- Fates Warning (actif, InsideOut Music)
- Fleshcrawl
- Forever in Terror (actif, indépendant)
- Fragments of Unbecoming
- Fueled by Fire (actif)
- Galactic Cowboys (dissous en 2000)
- Gaza (en)
- Glorior Belli (actif, avec Agonia Records)
- God Dethroned
- Goo Goo Dolls (actif, avec Warner Bros. Records)
- Hatchet
- Hate Eternal
- House of Heavy
- Haunted Garage (en)
- Hecate Enthroned (actif, Crank Music Group)
- Helstar (actif, avec AFM Records)
- Hirax (actif, avec Black Devil Records)
- I Killed the Prom Queen
- Intensus
- If Hope Dies
- Impious
- In Battle (actif, avec Nocturnal Art Production/Candlelight Records)
- In Ruins (inactif)
- Incapacity (actif, avec RAHW Productions)
- Into the Moat
- Jacobs Dream
- King's X (actif, avec InsideOut Music)
- Kiss Tomorrow Goodbye (dissous en 2010)
- Lay Down Rotten
- Lazarus A.D.
- Liege Lord (dissous en 1990, reformé en 2013)
- Lord Belial (dissous)
- Loss For Words (inactif)
- Malefice
- Manowar (actif, avec Magic Circle Music)
- Machinemade God (dissous en 2008)
- The Mentors (actif)
- Metallica
- Molotov Solution
- Mourn Thy Passing (dissous en 1996)
- Negligence
- Omen (actif, avec DSN Music)
- One-Way Mirror
- Overcast
- Phoenix Mourning (dissous en 2008)
- Polluted Inheritance
- Powerwolf (actif, signé chez Napalm Records)
- Psyopus
- Ravage[161]
- Razor of Occam
- The Red Chord
- The Red Death
- Rigor Mortis
- Rose Funeral
- The Rotted
- Those Who Lie Beneath (actif)
- Sacred Reich (actif, avec Hollywood Records)
- Sacrifice (actif)
- Shining Fury (actif, indépendant)
- Since the Flood (dissous en 2008)
- Skyforger
- Slayer (actif, chez American Recordings/Sony Music Entertainment)
- Sonic Reign
- Spock's Beard (actif, indépendant)
- Starwood
- Symphorce (dissous en 2011)
- System Divide
- Tactics (en) (dissous en 1993)
- Talas (inactif)
- Taramis (dissous en 1993)[162]
- This Ending
- Thought Industry (en)
- Torchbearer (actif, chez Vic Records)
- Torture Killer (actif, with Dynamic Art Records)
- Tourniquet, (actif, chez Pathogenic Records)
- Transatlantic
- Trigger the Bloodshed
- Trouble (actif, chez Century Media)
- Uncle Acid and the Deadbeats
- Vader (actif, chez Nuclear Blast)
- Viking (séparé en 1990, reformé en 2011)
- Voivod (actif, chez Relapse Records)
- Winter Solstice (dissous en 2006)
- Woe of Tyrants (en)
- YOB (actif, chez Profound Lore Records)